# تشنج وعائي دماغي
تشنُج الأوعية المُخِيَّة (بالإنجليزية: Cerebral vasospasm)‏ هو حالة تضيق الأوعية المُطَوَّل والحاد في الشرايين المُوَصِّلة الكبرى الموجودة في الحيز تحت العنكبوتية الذي يكون مُحاطًا في الأصل بما يُسمَّى بالخثرة. يتنامى التضيق ويصبح مؤثرًا بشكل تدريجي في الأيام القليلة الأولى نتيجة التمزق تمدد الأوعية الدموية. وعادةً ما يكون هذا التشنج في أقصى حالاته خلال أسبوع عقب حدوث النَزف. ويُعتبر تشنج الأوعية أحد الأسباب الرئيسية التي تؤدي إلى الوفاة وذلك بعد حدوث تمزق في الأوعية الدموية فضلاً عن تأثير كل من النزف الأولي والنزيف التالي.